# Анастасия Узорешителница
Вижте пояснителната страница за други личности с името Света Анастасия.
Анастасия Узорешителница (също Фармаколитрия, Римска, Илирийска) е християнска светица, живяла през IV век. Вероятно от древноримски или италийски произход или потомка на романизираното население на Балканите. Почитана като великомъченица (загива в гоненията на Диоклециан). Празникът ѝ, който поради това е имен ден на тези жени, които носят името Анастасия и производните му, се отбелязва на 22 декември от Православната църква и на 25 декември от Римокатолическата църква. Много отдадена на грижи за бедни, болни и нещастни и прочута по нейно време лечителка, тя е най-известната и почитана светица с това име и покровителка на аптекари и лекари, но в народните поверия е известна и като носителка на смърт и злополучия, ако бъде разгневена, и като персонификация на смъртта.
Изглежда, че е имала сестри, също християнки или група последователки или робини, които са ѝ помагали в лечителство и също са били убити.
В България на света Анастасия е посветен едноименният остров край Бургас. На острова, който днес е достъпен за туристи, се намира средновековният манастир, посветен на светицата. Сградите на манастира днес са хотел и музей, а черквата е достъпна за туристи.
На света Анастасия е посветен и параклис в село Леново, Асеновград. Храмът се намира до минерален извор и е построен през 2010 година.

## Житие на Света Анастасия
Света Анастасия е родена в римско семейство на благородници. Баща ѝ е римският сенатор Претестат, а името на майка ѝ е Фавста. Както тя, така и учителят на Анастасия Хрисогон са също християнини и под тяхно въздействие младото момиче също става последователка на тази религия, но отначало е затруднена да я изповядва явно, поради настроенията срещу нея сред управниците на региона в който живее, по-късно довели и до систематични гонения срещу християните и открит терор над тях на територията на град Рим. Това продължава и след смъртта на майка ѝ, когато Анастасия е омъжена насила за сенатор на име Помплий, вероятно – езичник. Скоро тя овдовява, защото той умира при корабокрушение, но междувременно бракът ѝ остава неконсумиран (за да предотврати загубата на девствеността си, Анастасия се преструва непрестанно на неизлечимо болна). Помплий, досещайки се каква е истината, редовно я подлага на унижения и обиди, но не успява да сломи съпротивата ѝ. След смъртта му, Анастасия, вече наследница на семейните богатства, ги използва за да помага на затворените в тъмниците заради религията си християни, страдащи от вече разгарящите се гонения над тях. Тя не се ограничава с Рим, а обикаля от град на град и всячески се мъчи да им помогне, въпреки че с това поема и личен риск (при все че само по себе си подпомагането на християнските затворници не може да се брои за престъпление, нито я уличава пряко в принадлежност към християнството – почти до края на живота си тя успява да избегне обвинението в това). Във всички затвори, които посещава, Анастасия утешава, лекува и храни затворниците, вероятно не пропускайки да стори това и за тези, които са последователи на незабранени и непреследвани към момента култове и подчертавайки, че дейността ѝ е въобще благотворителна. Обаче в някои случаи, тя стига и до крайности – когато вижда, че някой затворник, иначе не може да се спаси, заплаща щедри подкупи на тъмничарите, за освобождаване му. Постепенно Анастасия се превръща в изкусна лечителка, която познава и най-малките тънкости в лекарския занаят. Така получава прозвището си Фармаколитрия (от гръцки: избавителка от страданията). Вече много известна, Анастасия обикаля Македония и най-вече – областта, известна по-късно като Солунско, където и се подвизава най-много. По-късно заминава за Сирмиум, провинция Илирик, където е разкрита като християнка, след като публично споделя мъката си по наскоро екзекутирани местни затворници. Лично Диоклециан я увещава да се отрече от вярата си (в смисъл – да се подчини на заповедта за публично и изрично почитание и на римските богове и особено – на гения на императора), за да запази живота си, но тя отказва. Предполага се, че е била обезглавена на 22 декември 304 година в Солун, след като преди това е била подложена на продължителен глад, въпреки че е възможно и да умряла в Рим или в Сирмиум.
Света Анастасия Фармаколитрия е сред малкото жени-мъченици, почитани изключително ревностно и с много любов както от католическата, така и от източноправославната църква. Почитана е много в Солун и Солунско, където има няколко църкви и манастири, посветени на светицата.

## В българския фолклор
В областта Рупчос е описан особен местен култ към света Анастасия, която тук е наричана Нашташа̀ и е смятана за повелител на смъртта, решаващ кой човек ще умре и кой не. Вярва се, че в която къща не се празнува денят ѝ, там непременно през следващата година някой ще умре. Жените не трябва да работят никаква домашна работа, защото света Чьорна ще почерни дома на оная, която преде, тъче или пере. Според народното поверие, ако на този ден времето е хубаво, през юни ще е суша, а ако вали – и през юни ще вали. Времето на следващия ден определя по същия начин времето през юли.